# Siegfried ze Salm-Reifferscheid-Reitze
Starohrabě Siegfried ze Salm-Reifferscheidu, též Reifferscheidt (německy Siegfried Konstantin Bodo Altgraf zu Salm-Reifferscheidt-Raitz, 6. června 1835 Praha-Malá Strana – 14. srpna 1898 Salcburk) byl rakouský a český šlechtic z rodu Salm-Reifferscheidt-Raitz a politik, v 2. polovině 19. století poslanec Říšské rady.

## Biografie
Jeho otcem byl kníže Hugo Karel Eduard ze Salm-Reifferscheidt-Raitze, který byl politicky aktivní na Moravě. Byl strýcem člena Panské sněmovny Huga ze Salm-Reifferscheidt-Raitze. Siegfried se 10. května 1864 oženil s Marií Rudolfinou Černínovou z Chudenic. Z manželství trvajícího déle než 30 let se narodilo 6 potomků. Avšak pouze nejstarší přeživší syn založil rodinu. Zbylí sourozenci zůstali svobodní a bezdětní.
- Siegfried (10. května 1865 – 12. června 1865)
- Rudolf (9. listopadu 1866 – 2. března 1919, Salcburk), manž. 1898 Marie Wallisová z Karighmainu (25. května 1869, Niederleis – 23. dubna 1936, Moravské Budějovice)
- Erich (20. července 1868 – 7. dubna 1945), svobodný a bezdětný
- Robert (19. května 1870 – 28. listopadu 1918), svobodný a bezdětný
- Leopoldina (23. srpna 1874 – 20. června 1943), svobodná a bezdětná
- Augustina (7. ledna 1877 – 28. září 1919), svobodná a bezdětná

V zemských volbách v lednu 1867 byl zvolen na Český zemský sněm za kurii velkostatkářskou, nesvěřenecké velkostatky. Do sněmu se vrátil v zemských volbách roku 1870. Opětovně na sněm usedl po zemských volbách roku 1883 Zastupoval Stranu konzervativního velkostatku, která podporovala český národní a federalistický program.
Zemský sněm ho roku 1871 zvolil i do Říšské rady (celostátní parlament, volený nepřímo zemskými sněmy). Na práci parlamentu se ovšem nepodílel a jeho mandát byl 23. února 1872 prohlášen pro absenci za zaniklý. Uspěl pak v přímých doplňovacích volbách do Říšské rady v roce 1884 za velkostatkářskou kurii v Čechách. Slib složil 22. ledna 1884. Mandát pak obhájil i v řádných volbách do Říšské rady roku 1885. Po volbách v roce 1885 se na Říšské radě připojil k Českému klubu (jednotné parlamentní zastoupení, do kterého se sdružili staročeši, mladočeši, česká konzervativní šlechta a moravští národní poslanci).
Zemřel v srpnu 1898.